# Check my soul
《Check my soul》是azusa的第五张单曲，于2012年2月1日由波丽佳音发行。

## 概要
这是距离前作《真夏のフォトグラフ》发行大约八个月后，2012年第一张单曲，也是第一张连续两周发行的单曲。通常称为CMS。。
主题曲《Check my soul》为TV动画《圣诞之吻SS+plus》的片头曲，是在azusa的个人专辑《azusa》完成且在旅游途中受到了《圣诞之吻》主题曲制作方的委托而写的。另外，后作《告白》也为该动画的片尾曲。同时承担起两首主题歌，azusa很是惊讶并多次确认。。
在录制《Check my soul》的时候，工作人员总是将歌词里的“心”听成“鸽子”。这就是封面上描绘的鸽子的由来。

## 收录曲
- 全部歌曲 - 作词・作曲：azusa 編曲：azusa、t.sato & r.wat

1. Check my soul [3:36]
2. All For You [3:49]
3. Shiny Day [3:16]
4. Check my soul（Instrumental）